# Ngexisaurus dapukaensis
"Ngexisaurus" es el nombre informal dado a un género de un posible dinosaurio terópodo celurosauriano o ceratosáurido que vivió a mediados del período Jurásico, hace aproximadamente 165 a 161 millones de años entre el  Bathoniense y Calloviense, del Tíbet. La especie tipo, "Ngexisaurus dapukaensis", fue nombrada por Zhao en 1983. Su anuncio despertó gran interés en la comunidad paleontológica debido a que los pequeños depredadores del Jurásico medio no son bien conocidos y se cree que en este periodo ocurrió la transición de formas básicas a evolucionadas con todas sus características especiales, por lo que se espera una descripción más detallada. En un principio se lo anunció como un celurosauriano, pero aparece como un ceratosáurido en la lista del libro The Dinosauria II.
Solo se conoce a partir de un único espécimen, una vértebra caudal parcial. Debido a la falta de material fósil y a la naturaleza fragmentaria de los restos, Ngexisaurus dapukaensis se considera un nomen dubium, es decir, un nombre científico de validez dudosa.